# عياخة مليثافة
عياخة مليثافة (بالإنجليزية: Ayakha Melithafa)‏ (مواليد 2001/2002 (العمر 22–23)
) ناشطة بيئية من جنوب أفريقيا. هي من نهر إيرست (بالإنجليزية: Eerste River)‏ في كيب الغربية.

## النشأة والتعليم
مليثافا من نهر إيرست، ويسترن كيب إحدى ضواحي كيب تاون. وهي حاليًا طالبة في مركز العلوم والتكنولوجيا في كايليتشا.

## النشاط المناخي
كانت مليثافة واحدة من 16 طفلاً، مع غريتا تونبرج، وألكسندريا فيلاسينيور، وكارل سميث، وكاترينا لورنزو لتقديم شكوى إلى لجنة الأمم المتحدة لحقوق الطفل لفشلها في معالجة أزمة المناخ بشكل مناسب.
ساهمت مليثافة أيضًا في مشروع 90 بحلول عام 2030 لمبادرة YouLead، وهي منظمة جنوب أفريقية ملتزمة بتخفيض الكربون بنسبة 90٪ بحلول عام 2030. جندت من قبل روبي سامبسون (بالإنجليزية: Ruby Sampson)‏ في مارس 2019 للانضمام إلى فريق Spokesteam الشبابي للتحالف الأفريقي للمناخ، حيث أتيحت لها فرصًا لتقديم العروض التقديمية، وحضور المؤتمرات، وغيرها من أحداث العمل المناخي. وهي تعمل أيضًا تعمل كمسؤول توظيف في تحالف المناخ الأفريقي.

على وجه الخصوص، تدعو مليثافة إلى إدراج أصوات متنوعة في النشاط المناخي:
«من المهم جدًا أن يذهب الفقراء والملونون إلى هذه الاحتجاجات والمسيرات لأنهم يشعرون بالغضب من تغير المناخ أكثر من غيرهم. من المهم أن يكون لهم رأي، وأن يكون صوتهم ومطالباتهم مسموعة». - عياخة مليثافة 